# Tova Mårtensson
Tova Mårtensson, född 22 februari 2002 i Sankt Peters klosters församling, var förbundsordförande för Svenska Kyrkans Unga mellan 2021-2023.

## Biografi
Tova Mårtensson började sitt engagemang i Svenska Kyrkans Unga 2017. Hon var ledamot i förbundets styrelse tills hon valdes till ny förbundsordförande i augusti 2021. I nionde klass på högstadiet arbetade Mårtensson och hennes klasskamrater mot sexuella övergrepp och ofredanden i deras skolklass, vilket uppmärksammades i media.